# ГЕС Сейрантепе
ГЕС Сейрантепе (тур. Seyrantepe Barajı) – гідроелектростанція на південному сході Туреччини. Знаходячись між ГЕС Пембелік (вище по течії) та ГЕС Татар, входить до складу каскаду на річці Peri Suyu Çayı, лівій притоці Мунзур-Чай, котра в свою чергу є правою притокою Мурату (лівий витік Євфрату).
В межах проекту річку перекрили греблею висотою 36 метрів, яка включає кам'яно-накидну ділянку із глиняним ядром та секцію бетонних водоскидів. Вона утримує водосховище з об’ємом 23,5 млн м3.
Біля лівого берегу облаштовано пригреблевий машинний зал, де встановили дві турбіни типу Френсіс потужністю по 28 МВт, які при чистому напорі у 32,5 метра повинні забезпечувати виробництво 207 млн кВт-год електроенергії на рік. 
Видача продукції відбувається по ЛЕП, розрахованій на роботу під напругою 154 кВ.